# Олібрій
Аніцій Олібрій (лат. Anicius Olybrius, † 23 жовтня 472) — римський імператор, що правив з 11 липня по 23 жовтня 472 року.
Олібрій походив із впливового роду Публіліїв Пробів, пов'язаного за жіночою лінією з патрциіанськими родами Петроніїв та Аніціїв, який належав у V та VI ст. до найвпливовіших родів східної та західної імперій. Тому часто не зовсім вірно його відносять до цього роду. Його батьком був Аніцій Проб, претор 424 року, дідом — Флавій Аніцій Гермогеніан Олібрій, консул 393 року.
Народився у Римі, проте дата народження викликає дискусії. Олібрій був константинопольським сенатором і консуляром.
Олібрій був одружений з молодшою дочкою Валентініана III Плацидією, і через це міг претендувати на римський престол. Завдяки цим зв'язкам його підтримував і висунув на імператорський трон у 466 році вандальский король Гейзеріх. У 457 році перебував у Константинополі, де його застає раптова смерть Маркіана, а з нею і реальні претензії на трон. Однак Лев I отримав тут перевагу і трон. Олібрій був зобов'язаний своїм успіхом підтримці Гайзеріха. Після того як Ріцімер почав війну проти імператора Антемія у 472 році, Лев I послав Олібрія в Італію, щоб залагодити конфлікт. Однак він був проголошений римським імператором в таборі Ріцімера.

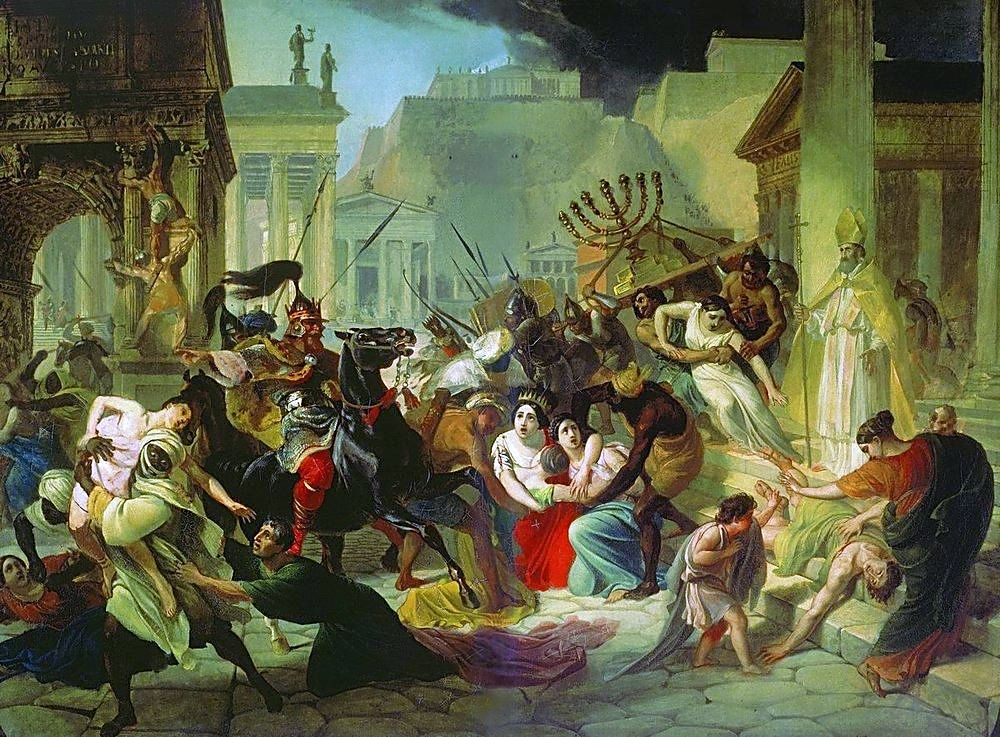
Напад Гензеріха на Рим К. Брюллова

. Після розграбування Риму (455), вандали взяли Ліцинію Євдокію та дві її дочки в полон, серед яких і дружина Олібрія — Плацидія, в Африку; в той час Олібрій був в Константинополі.
Незабаром Ріцімер помирає. Олібрій не зміг зміцнити свою владу. Правив зовсім недовго і помер декількома місяцями пізніше від Ріцімера від едеми — 23 жовтня 472 року.
У шлюбі з Плацидією в них народилася дочка Аніція Юліана, яка пізніше стала дуже впливовою персоною.